# Theroscopus trifasciatus

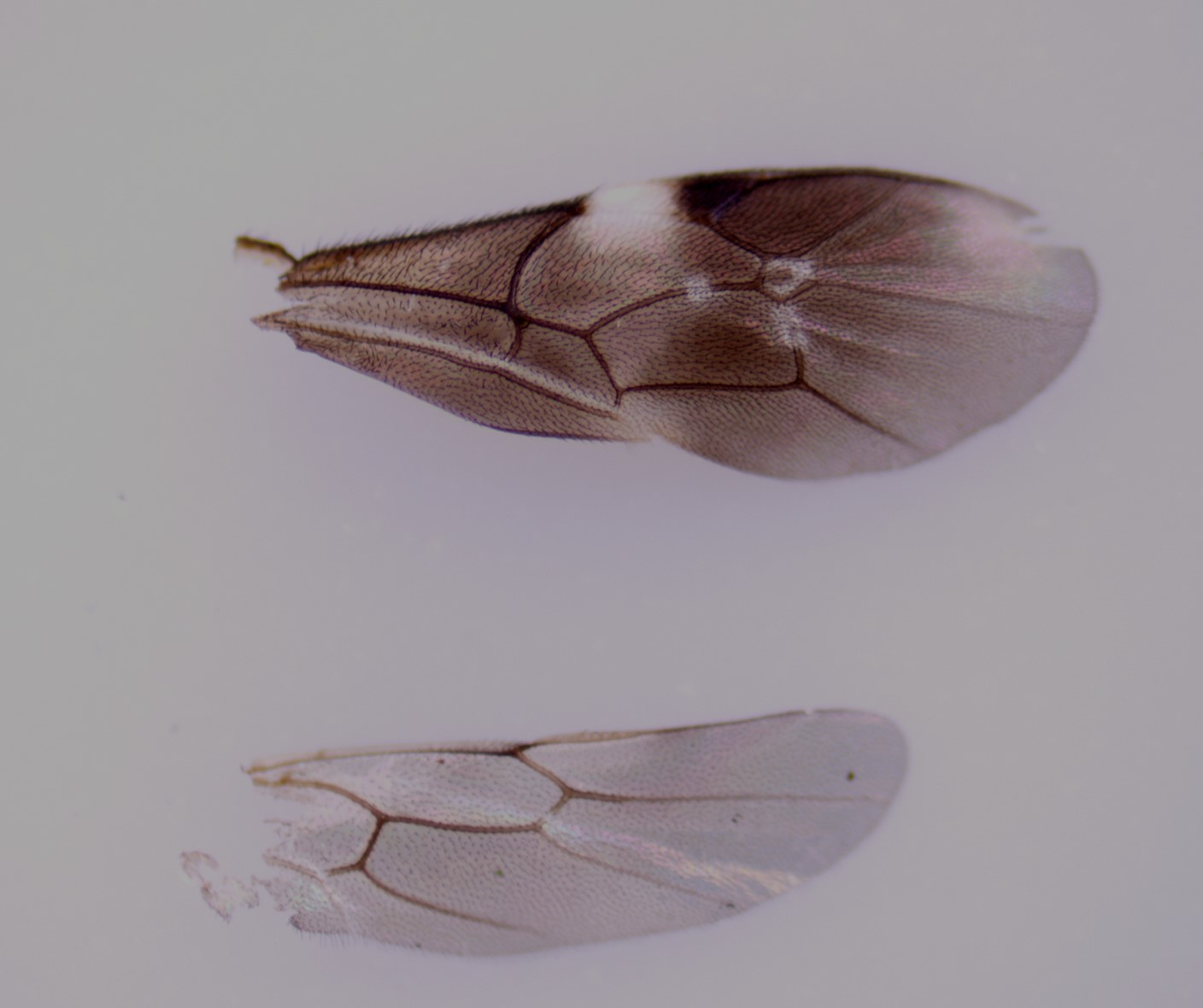
Flügel von cf. Theroscopus trifasciatus ♀ (makropter)

Theroscopus trifasciatus ist eine Schlupfwespe aus der Unterfamilie der Phygadeuontinae. Die Art wurde von  Arnold Förster im Jahr 1850 erstbeschrieben. Das lateinische Art-Epitheton trifasciatus bedeutet „dreibändrig“. Dieses bezieht sich offenbar auf die Färbung des Hinterleibs der brachypteren Weibchen.

## Merkmale
Die Schlupfwespen sind etwa 4 mm lang. Neben brachypteren Weibchen mit stark verkürzten Flügeln gibt es offenbar auch makroptere.
Im Folgenden eine Beschreibung der brachypteren Weibchen auf Basis einer Publikation von Klaus Horstmann aus dem Jahr 1993. Der Kopf ist schwarz, während der Thorax überwiegend hell rotbraun und der Hinterleib überwiegend gelbrot gefärbt sind. Die Metapleuren können verdunkelt sein. Die 18–20 gliedrigen Fühler weisen 8 gelbe basale Glieder auf. Die apikalen Fühlerglieder sind verdunkelt. Median kann ein weißgelber Ring angedeutet sein. Palpen und Beine sind gelb bis rotgelb gefärbt. Das zweite, dritte und vierte Tergit weisen einen apikalen verdunkelten Rand auf, der unterschiedlich stark ausgeprägt sein kann. Die Bohrerklappen sind 0,7-mal so lang wie die hinteren Tibien. Die Flügel sind nur stummelförmig ausgebildet.

## Verbreitung
Theroscopus trifasciatus ist in Mitteleuropa verbreitet. Nachweise der Art gibt es aus folgenden Ländern und Regionen: Deutschland, Österreich, Frankreich, Belgien, England (Erstfund 2017), Dänemark, Südschweden, Polen und europäisches Russland.

## Lebensweise
Die Imagines von Theroscopus trifasciatus werden hauptsächlich im Juni und im Juli beobachtet. Die Art gehört zu den polyphagen Kokonparasiten und Pseudohyperparasiten. Die Entwicklung der Schlupfwespenlarve findet als Ektoparasitoid im Wirtskokon statt. Nach Horstmann waren 1993 noch keine Wirte im Freiland bestimmt worden. Es gab jedoch erfolgreiche Laborzuchten: aus der Schlupfwespe Venturia canescens, die wiederum eine Mehlmotte (Ephestia kuehniella) parasitierte, sowie aus der Brackwespe Cotesia glomerata, die wiederum die Weißlings-Gattung Pieris parasitierte. Funde von Theroscopus trifasciatus und Venturia canescens in denselben Lebensräumen unterstützen die Annahme, dass erstgenannte Wirtsbeziehung auch im Freiland auftritt.